# Tuğçe Atıcı
Tuğçe Atıcı (Ankara, 27 marzo 1989) è una pallavolista turca.
Gioca nel ruolo di palleggiatrice nel Beylikdüzü Vİ.

## Carriera

### Club
La carriera di Tuğçe Atıcı inizia nel settore giovanile dell'Emlak-TOKİ, dove gioca per una sola annata, prima di passare alla squadra giovanile dell'İller Bankası: viene promossa in prima squadra nella stagione 2005-06, debuttando così nella Voleybol 1. Ligi, restando legata al club per otto annate.
Nella stagione 2013-14 passa all'Ereğli di Konya, dove riceve anche i gradi di capitano, terminando però l'annata con una retrocessione; al termine degli impegni col club, firma per il finale di stagione nella Voleybol 2. Ligi con l'İdman Ocağı di Trebisonda, aiutando il club a centrare la promozione in massima serie; resta nel club anche nella stagione seguente, tuttavia nel mese di novembre passa alla Lokomotiv Baku, club della Superliqa azera col quale termina l'annata e centra la finale scudetto.
Ritorna in Turchia nel campionato 2015-16, questa volta vestendo la maglia del Çanakkale. Nel campionato seguente torna a giocare nella divisione cadetta, ingaggiata dal Manisa BB, trasferendosi nella stagione 2017-18 al Sarıyer e in quella successiva al Samsun BB.
Fa il suo ritorno in Sultanlar Ligi nella stagione 2019-20, quando firma per il Beylikdüzü Vİ.